# Fala
Fala é algum padrão das diversas línguas que existem no mundo. Para falar ou cantar, movimenta-se cerca de uma dúzia de músculos da laringe.
O ar que sai dos pulmões percorre os brônquios e a traqueia, chegando até a laringe, onde os músculos se contraem, regulando a passagem do ar, fazendo as cordas vocais vibrarem e produzirem sons, e o som laringiano é articulado graças à ação da língua, dos lábios, dos dentes, do véu palatino e do assoalho da boca.